# 碾米
碾米是一套将稻谷加工成为精米的工艺，台語稱為米絞（白話字：bí-ká）。
現代碾米通常有另其代工者，例如在台灣日治時期，土礱間即為農村內零細單位的碾米廠。其中，土礱是碾米石臼的代稱。

## 现代碾米过程

### 礱穀
使用「礱穀機」剝去稻穀之穀殼，得到之淡棕色粗製米粒稱為「糙米」。
此過程不可能得到百分之百的糙米，穀粒、糙米之混合物稱為「穀糙混合物」。

### 穀糙分離
使用「穀糙分離機」分選出穀粒和糙米的過程。

### 碾白
利用「碾米機」中的「砂輥」（砂輪）磨削糙米之外表皮，去除其淡棕色之皮層、胚芽，得到白色的米粒（大米、白米），餘下淡棕色粉末為「糠粉」。

### 抛光
使用「拋光機」，將白米表面打磨光亮，成為「精米」或稱「拋光米」的過程。

## 碾米效率
- 出糙率：将稻谷全部脱壳成糙米，糙米重量占稻谷重量的百分比。
- 脱壳率：通过砻谷后，糙米重量占谷糙混合物重量的百分比。
- 整米率：将稻谷加工成白米，完整米粒重量占稻谷重量的百分比。
- 碎米率：将糙米碾成白米后，碎米重量占白米总重量的百分比。